# Mikuláš Karlík
Mikuláš Karlík (ur. 17 maja 1999 w Uściu nad Orlicą) – czeski biathlonista, trzykrotny medalista mistrzostw świata juniorów.

## Kariera
Po raz pierwszy na arenie międzynarodowej pojawił się 15 grudnia 2016 roku w Hochfilzen, gdzie w zawodach Pucharu IBU juniorów zajął 54. miejsce w sprincie. Na rozgrywanych dwa lata później mistrzostwach świata juniorów w Otepää zdobył srebrny medal w sztafecie. Jeszcze trzykrotnie startował na imprezach tego cyklu, w tym zdobywając srebrny medal w sprincie i brązowy w sztafecie podczas mistrzostw świata juniorów w Obertilliach w 2021 roku.
W zawodach Pucharu Świata zadebiutował 13 listopada 2021 roku w Oberhofie, zajmując 99. miejsce w sprincie. Pierwsze pucharowe punkty zdobył dwa miesiące później, 11 marca 2021 roku w Novym Měscie, kiedy zajął 34. miejsce w sprincie. 
Wziął udział w igrzyskach olimpijskich w Pekinie w 2022 roku, zajmując między innymi 28. miejsce w sprincie i 12. w sztafecie mieszanej. 

## Osiągnięcia

### Igrzyska olimpijskie
| Rok  | Miejscowość | Konkurencje | Konkurencje | Konkurencje | Konkurencje | Konkurencje | Konkurencje | Konkurencje |
| Rok  | Miejscowość | IN          | SP          | PU          | MS          | RL          | MR          | SR          |
| ---- | ----------- | ----------- | ----------- | ----------- | ----------- | ----------- | ----------- | ----------- |
| 2022 | Pekin       | 31.         | 28.         | 42.         | –           | 19.         | 12.         | nd.         |

### Mistrzostwa świata
| Rok  | Miejscowość | Konkurencje | Konkurencje | Konkurencje | Konkurencje | Konkurencje | Konkurencje | Konkurencje |
| Rok  | Miejscowość | IN          | SP          | PU          | MS          | RL          | MR          | SR          |
| ---- | ----------- | ----------- | ----------- | ----------- | ----------- | ----------- | ----------- | ----------- |
| 2021 | Pokljuka    | –           | 84.         | –           | –           | 13.         | –           | 16.         |

### Mistrzostwa świata juniorów
| Rok  | Miejscowość  | Konkurencje | Konkurencje | Konkurencje | Konkurencje | Konkurencje | Konkurencje | Konkurencje |
| Rok  | Miejscowość  | IN          | SP          | PU          | MS          | RL          | MR          | SR          |
| ---- | ------------ | ----------- | ----------- | ----------- | ----------- | ----------- | ----------- | ----------- |
| 2018 | Otepää       | 10.         | 9.          | 30.         | nd.         | 2.          | nd.         | nd.         |
| 2019 | Osrblie      | 46.         | 14.         | 21.         | nd.         | 6.          | nd.         | nd.         |
| 2020 | Lenzerheide  | 10.         | 10.         | 9.          | nd.         | 6.          | nd.         | nd.         |
| 2021 | Obertilliach | 6.          | 2.          | 8.          | nd.         | 3.          | nd.         | nd.         |

### Puchar Świata

#### Miejsca w klasyfikacji generalnej
| Sezon     | Miejsce           |
| --------- | ----------------- |
| 2020/2021 | 74.               |
| 2021/2022 | 100.              |
| 2022/2023 | niesklasyfikowany |
| 2023/2024 | 85.               |
| 2024/2025 | niesklasyfikowany |

#### Miejsca na podium indywidualnie
Karlík nie stanął na podium indywidualnych zawodów PŚ.